# Kleinia
Kleinia is een geslacht van ongeveer zestig soorten succulente, kruidachtige of struikachtige planten uit de composietenfamilie (Asteraceae of Compositae).
Het geslacht is vooral bekend uit Afrika. Eén soort, Kleinia neriifolia, komt ook voor op de Canarische Eilanden en Madeira.

## Naamgeving en etymologie
- Synoniemen: Notonia DC., Notoniopsis B.Nord.

De botanische naam Kleinia is een eerbetoon aan de Duitse botanicus Jacob Theodor Klein (1685-1759).

## Kenmerken
Kleinia-soorten zijn overwegend succulente, meerjarige kruidachtige planten of dwergstruiken, met verspreid staande, enkelvoudige, gaafrandige, meestal grijs- of blauwgroene bladeren. De bloemhoofdjes zijn schijfvormig, en staan alleen of met meerdere gegroepeerd in de bloeiwijze. Ze bestaan enkel uit buisbloemen. 

## Taxonomie
Het geslacht telt bijna zestig soorten, die oorspronkelijk in het geslacht Senecio waren ondergebracht.
De volgende soorten worden geaccepteerd:
| - Kleinia abyssinica (A.Rich.) A.Berger - Kleinia amaniensis (Engl.) A.Berger - Kleinia anteuphorbium (L.) Haw. - Kleinia breviflora C.Jeffrey - Kleinia caespitosa Thulin - Kleinia cephalophora Compton - Kleinia cliffordiana (Hutch.) C.D.Adams - Kleinia curvata Thulin - Kleinia dolichocoma C.Jeffrey - Kleinia fulgens Hook.f. - Kleinia galpinii Hook.f. - Kleinia gracilis Thulin - Kleinia grantii (Oliv. & Hiern) Hook.f. - Kleinia gregorii (S.Moore) C.Jeffrey - Kleinia gypsophila J.-P.Lebrun & Stork - Kleinia implexa (P.R.O.Bally) C.Jeffrey - Kleinia isabellae Dioli & Mesfin - Kleinia kleiniiformis (Suess.) Boom. - Kleinia kleinioides (Sch.Bip.) M.Taylor - Kleinia leptophylla C.Jeffrey - Kleinia longiflora DC. - Kleinia lunulata (Chiov.) Thulin - Kleinia madagascariensis (Humbert) P.Halliday - Kleinia mweroensis (John Gilbert Baker\|Baker) C.Jeffrey - Kleinia negrii Cufod. - Kleinia neriifolia Haw. - Kleinia nogalensis (Chiov.) Thulin - Kleinia odora (Forssk.) DC. - Kleinia ogadensis Thulin - Kleinia oligodonta C.Jeffrey - Kleinia patriciae C.Jeffrey - Kleinia pendula (Forssk.) DC. - Kleinia petraea (R.E.Fr.) C.Jeffrey - Kleinia picticaulis (P.R.O.Bally) C.Jeffrey - Kleinia sabulosa Thulin - Kleinia schwartzii L.E.Newton - Kleinia schweinfurthii (Oliv. & Hiern) A.Berger - Kleinia scottii (Balf.f.) P.Halliday - Kleinia scottioides C.Jeffrey - Kleinia squarrosa Cufod. - Kleinia stapeliiformis (E.Phillips) Stapf - Kleinia tortuosa Thulin - Kleinia triantha Chiov. - Kleinia tuberculata Thulin - Kleinia vermicularis C.Jeffrey |

## Verspreiding en habitat
Het geslacht Kleinia is verspreid over bijna heel Afrika, Macaronesië (de eilandengroep die de Canarische Eilanden, Madeira, de Azoren en de Kaapverdische Eilanden omvat), Madagaskar, het Arabisch Schiereiland, en het Indisch subcontinent inclusief Sri Lanka.